# پاترسون کریک (ویرجینیای غربی)
پاترسون کریک (به انگلیسی: Patterson Creek) یک منطقهٔ مسکونی در ایالات متحده آمریکا است که در شهرستان مینرال، ویرجینیای غربی واقع شده‌است.